# Taikodani Inari-jinja
Taikodani Inari-jinja (jap. 太鼓谷稲成神社) – chram shintō w Tsuwano (prefektura Shimane) w Japonii.  Jeden z pięciu najważniejszych chramów  kami Inari.
Zbudowany w 1773 przez miejscowego daimyō jako ochrona zamku w Tsuwano przed złymi mocami. Kami miało być tu specjalnie zaproszone z głównego chramu Fushimi Inari-taisha w Kioto. Do końca XIX wieku miała tu wstęp tylko miejscowa arystokracja i kapłani. Do chramu prowadzi ścieżka, nad którą wznosi się ponad tysiąc szkarłatnych torii.

## Galeria

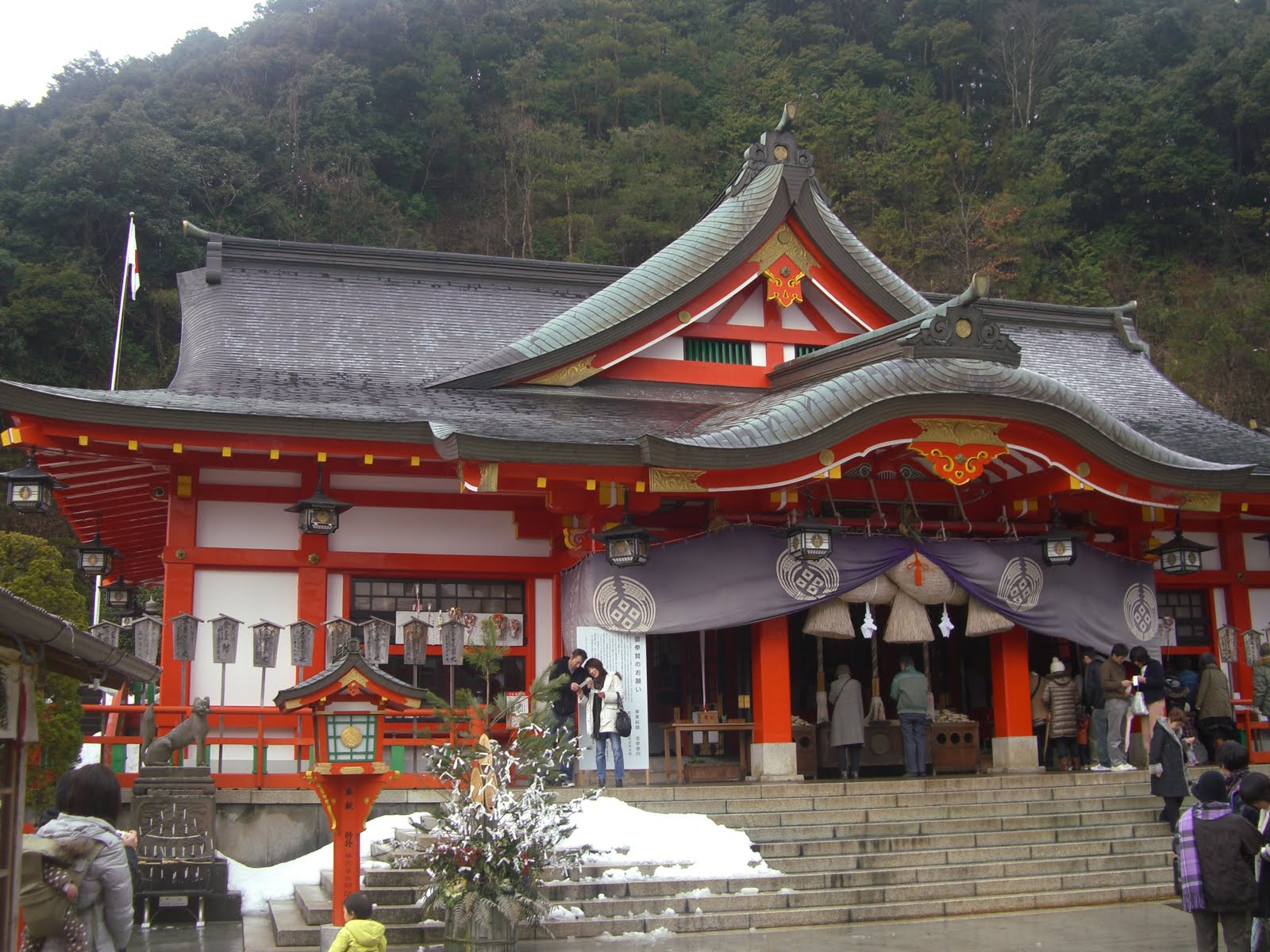
Honden
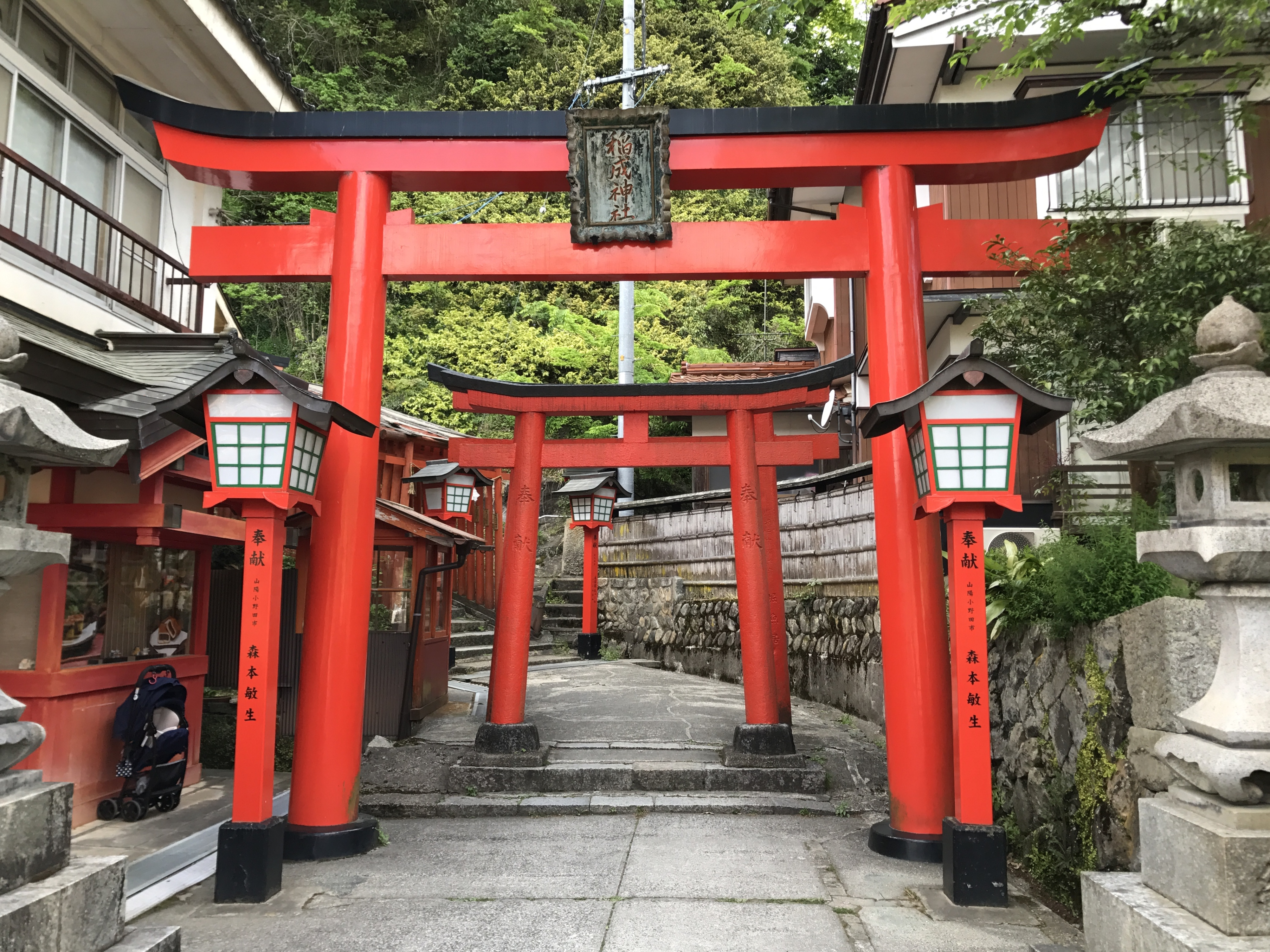
Torii
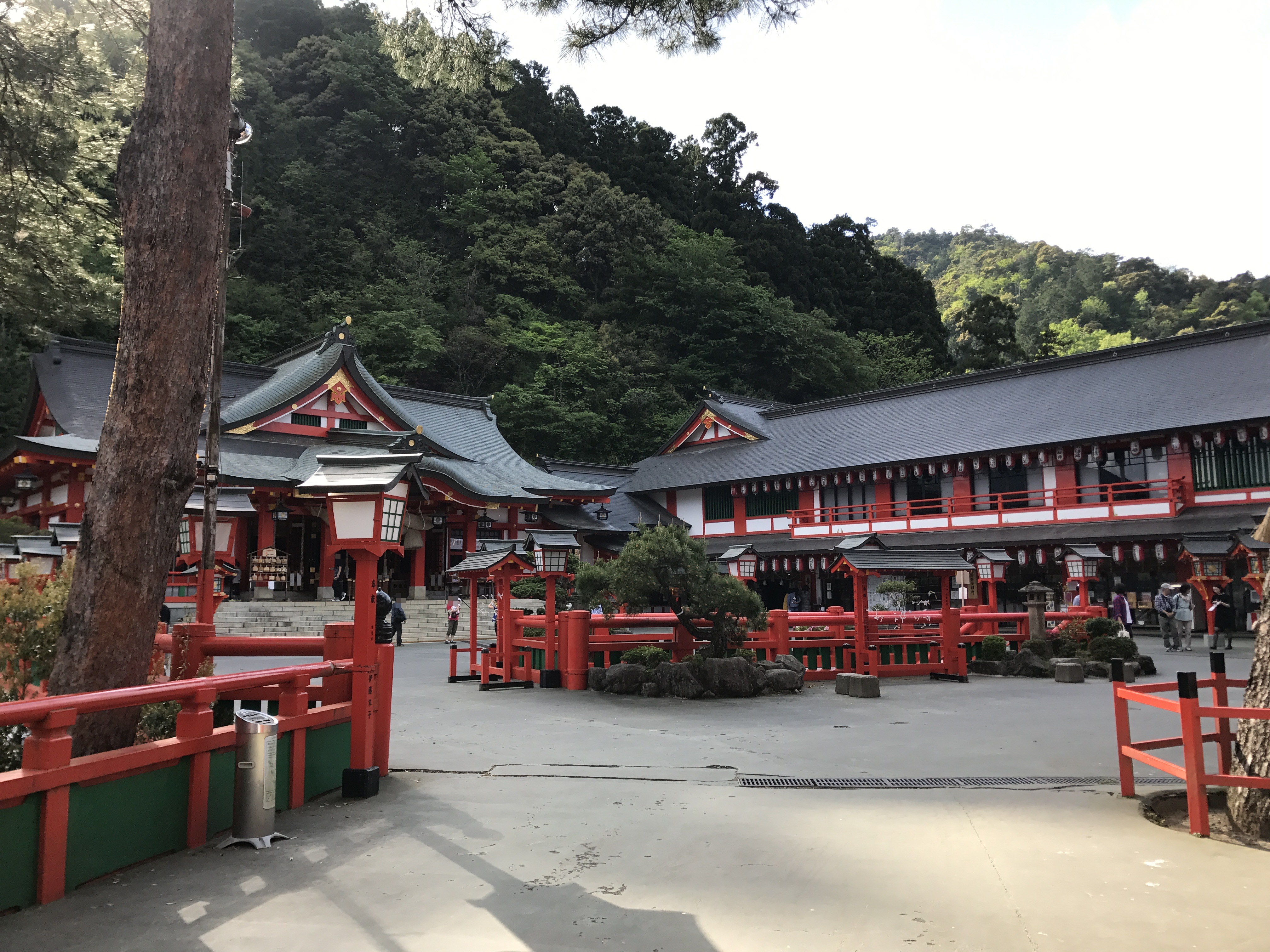
Teren chramu
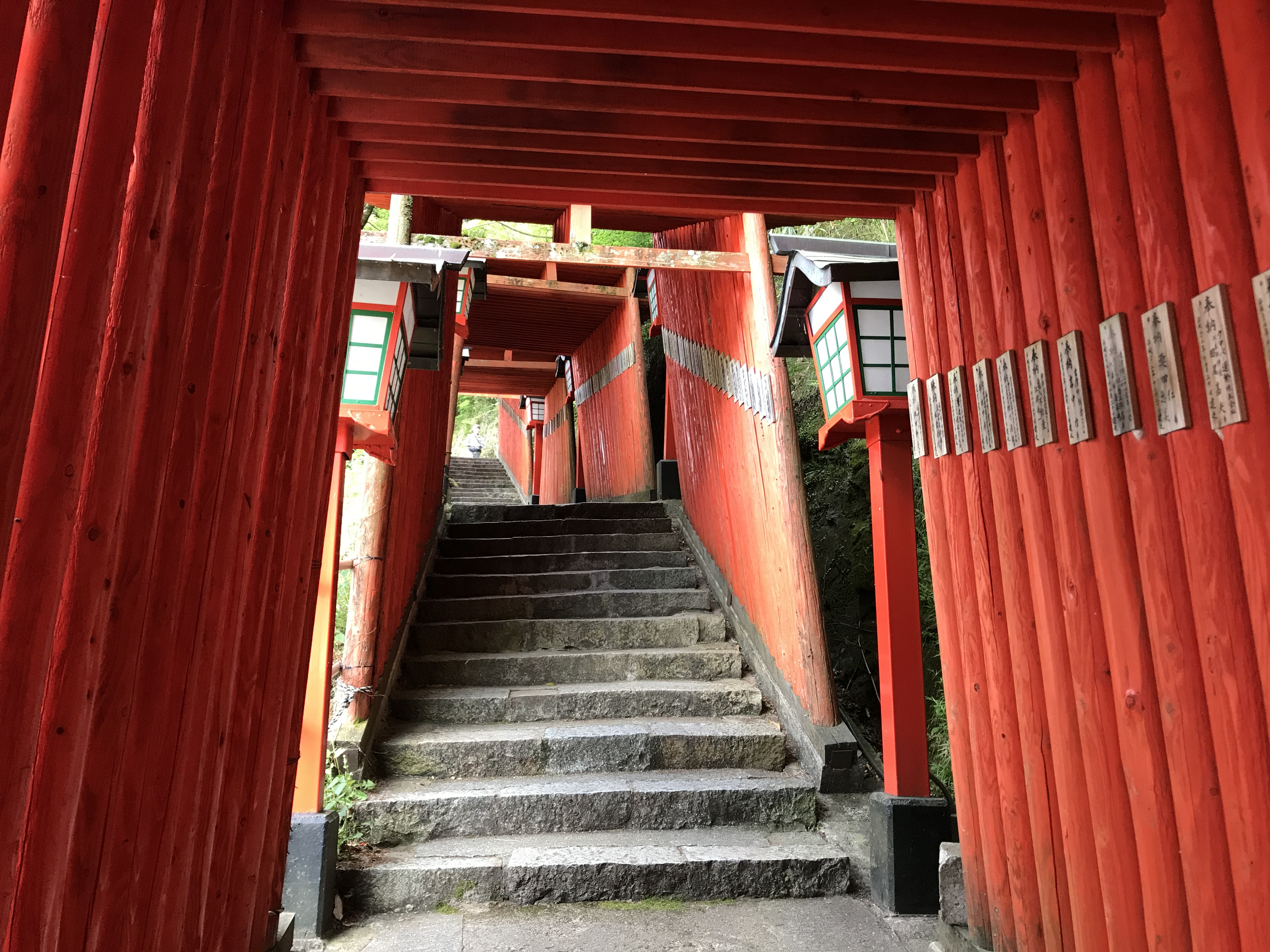
Sandō, droga do chramu